# Inquisitor spicata
Inquisitor spicata é uma espécie de gastrópode do gênero Inquisitor, pertencente a família Pseudomelatomidae.